# Cristina Larco
Cristina Larco (Potrerillos, 9 de marzo de 1956) es una poetisa chilena.

## Biografía

### Primeros años
María Cristina Larco Briceño nació el 9 de marzo de 1956 en el campamento minero de Potrerillos, comuna de Diego de Almagro (ex-Pueblo Hundido) Provincia de Chañaral región Atacama, Chile. Hija del matrimonio formado por Kid Larco Invernizzi y María Cristina Briceño Montecinos, siendo la mayor de cuatro hermanos. Su infancia transcurrió en el norte de Chile, en la zona minera de Atacama. Desde temprana edad, su vida cotidiana estuvo marcada por el contacto directo con la naturaleza del desierto, la cordillera y el mar, esto junto con las tradiciones y personajes de su niñez han influido fuertemente en su escritura.
Al cerrarse la mina de Potrerillos, junto con su familia se traslada en 1960 al recién descubierto mineral de El Salvador de Codelco, donde transcurre su infancia y donde es testigo de la matanza de obreros ocurrida el 11 de marzo de 1966. En este contexto, escribe sus primeros versos.

### Su adolescencia
A los trece años es enviada por su familia a Santiago para realizar sus estudios secundarios en el Internado Nacional Femenino, en la capital de empapa del ambiente "hippie" y politizado de la época, lo que desarrollo en ella una fuerte conciencia social. En 1972 su familia se traslada a Santiago.

### Madurez literaria
En 1974, con 18 años de edad, ingresa a la Universidad de Chile a estudiar Servicio Social, haciendo latente su constante vocación por la valoración del ser humano. En 1975 se casa y en 1976 nace su primera hija. En 1977 abandona sus estudios desmotivada por la realidad que vivía el país en esos primeros años de la dictadura militar. En 1978 ingresa a trabajar como recepcionista a radio Cooperativa, la que se comenzaba vislumbrar como una trinchera de oposición al régimen gobernante.
En 1986, ya con 2 hijos y otro en camino, regresa a vivir a Potrerillos y en 1990 a El Salvador, por el trabajo de su marido. En 1991 ingresa al taller literario "Turquesa" y en 1992 ingresa al taller que realizó el Premio Nacional de Literatura Miguel Arteche en esa localidad, el trabajo realizado en ese taller se plasma en una antología titulada "Las olas del desierto" donde ella aparece con cuatro poemas. Esta experiencia fue fundamental para motivarla a seguir escribiendo.
En el año 1997 en vista del inminente desalojo del Campamento de Potrerillos debido a la contaminación ambiental, surge el colectivo musical "Mil versos para Potrerillos", donde participa con Cinthya Vega y Domingo Quinteros en esta publicación que retrata el antes, el esplendor y el desalojo del campamento, el libro se publica en 1998 y se presenta en distintos lugares de Atacama y en Santiago, en la Casa del Escritor de la Sociedad de Escritores de Chile (SECH).
En el año 2001, regresa a vivir a Santiago y donde participa activamente en la SECH, y en la ONG "Delantu" la que crea bibliotecas populares en sectores culturalmente desfavorecidos del país.
En el año 2004 obtiene la Beca a la Creación Literaria, otorgada por el Consejo del Libro del [{Ministerio de las Culturas, las Artes y el Patrimonio]] del Gobierno de Chile, la que le permite publicar en 2005 su libro "Es la tierra la que habla". Esta obra es un rescate poético de las raíces, personajes, lugares y tradiciones atacameñas, este libro la consolida como escritora.
Cristina Larco ha sido constantemente incluida en antologías tanto en Chile como en el extranjero, participa activamente dando charlas y en recitales de poesía y una colección de sus poemas ha sido traducida al inglés por la Dra. Shelby Vincent del Center for translation studies, de la Universidad de Dallas, Estados Unidos.

## Obras
- Las olas del desierto. 1994 (Participa con cuatro poemas).
- Mil versos para Potrerillos.[2] 1998 (escrito en cooperación con otros dos autores).
- Es la tierra la que habla. 2005[3]

### Antologías en las que ha sido incluida
- Palabra peregrina. Semejanza, Chile 2007.
- Agendantología. Linaje ediciones, México 2008.
- Antología de poesía y narrativa chilena. Mago ediciones, Chile 2008.
- Arquitectos del Alba. Ediciones Maribelina, Perú 2009.
- Antología Poética Latinoamericana. Universidad de Loja, Ecuador 2009.
- Como verdes guitarras de eucaliptus. Ventana andina, Perú 2010.
- E-Book Antología digital "El espacio no es un vacío, abarca todos los tiempos". Montreal Canada2010.
- Antología Grupo Fuego de la poesía.[4] Garza Morena, Chile 2011.
- Alas de la palabra. Poesía y cuento. Villa Dolores, Argentina 2013.
- Antología de Amor y muerte. Linaje ediciones, México, 2015.
- Sonidos y escrituras del desierto. Poesía y ensayos. (Antología digital) Chile 2016.
- Un otoño azul. Alianza francesa. Arequipa Perú 2018.

Desde 2007 a 2016 participa en las antologías anuales de cuentos breves del Círculo de Narradores Paso del León. Córdoba, Argentina. con los cuentos: Estigmas de luz, Cascadas azules, Rituales de la hoguera, Auras y azahares, entre otros.

### Charla, Ponencias y Recitales Poéticos
- "Los Colas, una etnia olvidada" (Charla). Salón de investigadores, Biblioteca Nacional, Santiago, Chile 2003.
- Mitos y leyendas de Atacama (Charla). Salón de investigadores, Biblioteca Nacional, Santiago, Chile, 2004.
- Literatura e identidad. (Charla) Universidad de Guadalajara, México, 2004.
- Festival Internacional de las ideas (moderadora). Sociedad de Escritores de Chile, abril de 2006.
- El tiempo de paz. (ponencia) al encuentro: Chile tiene la palabra. Sociedad de Escritores de Chile, 2007.
- Recital poético, Feria Internacional del libro de Buenos Aires. Argentina, 2007.
- Presencia femenina en la literatura chilena. (Charla) Feria internacional del libro de La Habana. Cuba 2009.[5]
- Discurso inaugural para el Encuentro Internacional de Poesía y Pintura. 150 años de la Universidad de Loja. Ecuador 2009.

## Premios y distinciones
- Beca a la Creación Literaria, del Consejo del Libro 2004
- Premio "Trayectoria Cultural" 50 aniversario del Encuentro Internacional de Poetas. Villa Dolores, Córdoba, Argentina 2011.
- Distinción "Federico Varela" a la trayectoria, en Encuentro Internacional de Poetas. Chañaral, Chile 2015.